# Juntos el corazón nunca se equivoca
Juntos el corazón nunca se equivoca es una serie de televisión de comedia dramática mexicana producida por Juan Osorio para Televisa. Fue escrita por Pablo Ferrer y Santiago Pineda y se trata de un spin-off de la telenovela mexicana Mi marido tiene familia.
Se estrenó por Las Estrellas el 23 de junio de 2019 en sustitución de Doña Flor y sus dos maridos, y finalizó el 26 de julio del mismo año siendo reemplazado por Cita a ciegas.
Está protagonizada por Emilio Osorio y Joaquín Bondoni.
La historia aborda temas como la homosexualidad, la depresión, el suicidio, el bullying, la homofobia, entre otros.

## Trama
Aristóteles Córcega (Emilio Osorio) y Cuauhtémoc López (Joaquín Bondoni) deciden mudarse de Oaxaca a la Ciudad de México para empezar con sus carreras universitarias, llegando a vivir a una privada en la colonia Roma administrada por Dora (Helena Rojo) y Nora Ortega (Nuria Bages), dos mujeres mayores que por circunstancias de la vida terminaron solas sin nadie más que viera por ellas más que su hermano Ubaldo (Sergio Sendel), candidato a la jefatura de gobierno de la ciudad, quien se esfuerza para que su familia parezca perfecta al público aun cuando los problemas con su esposa Soledad (Laura Flores) y su hijo Diego (Nikolas Caballero) son más que evidentes; este último decide irse a vivir al mismo departamento que Aris y Temo junto con Carlota Cervantes (Ale Müller), una chica que atraviesa la separación de sus padres Elsa (Leticia Calderón) y Olegario (Victor González) tras el repentino y misterioso suicidio de su hermano mayor Andrés (Bruno Santamaria) dos años atrás.
Mientras tanto, Temo deberá enfrentarse a los obstáculos que se atraviesen en su búsqueda por cumplir con sus estudios y su profesión soñada, aún más con la intervención de Mateo (Eduardo Barquín), su compañero de clases y también de trabajo en la campaña gubernamental de Ubaldo, quien buscará complicarle las cosas. Por otro lado Aris empezará de cero e intentará darse a conocer nuevamente en el mundo de la música con el apoyo de Thiago (Sian Chiong), un cantante e influencer popular en la Ciudad de México.
Pese a todo, Aris y Temo están conscientes que juntos deberán luchar contra la difícil y prejuiciosa sociedad mexicana para así poder vivir su romance en plenitud y demostrar que el corazón nunca se equivoca.

## Reparto
- Emilio Osorio como Aristóteles "Aris" Córcega Castañeda[9]
- Joaquín Bondoni como Cuauhtémoc "Temo" López Torres[9]
- Arath de la Torre como Francisco "Pancho" López[10]
- Leticia Calderón como Elsa Reynoso Vargas[11][12][10]
- Sergio Sendel como Ubaldo Ortega Fabela[13][11][10]
- Laura Flores como Soledad Elizalde de Ortega[14][15]
- Víctor González como Olegario Cervantes[11][12][16]
- Helena Rojo como Dora Ortega Fabela[17][11][10]
- Gabriela Platas como Amapola "Polita" Castañeda[18]
- Nuria Bages como Nora Ortega Fabela[17][11][10]
- Ale Müller como Carlota Cervantes Reynoso[11][12]
- Laura Vignatti como Daniela Córcega Gómez[19]
- Nikolás Caballero como Diego Ortega Elizalde[20][11]
- Eduardo Barquin como Mateo Symanski[21]
- Santiago Zenteno como Eduardo Rey
- Sian Chiong como Thiago[22]
- Emiliano Vázquez como Julio López Treviño
- Allison Coronado como Ana Guadalupe "Lupita" López Treviño
- Bruno Santamaria como Andrés Cervantes Reynoso[12]
- Silvia Lomelí como Mirna
- Roger Cudney como Isarnio Caballero
- Maha Mayer como Hortensia
- Mario Discua como Sansón
- Manuel Riguezza como Otto
- Marco Zunino como Collins
- René Casados como Audifaz Córcega
- Alejandro Suárez como Borja[23]
- Silvia Pinal como Imelda Sierra de Córcega
- Eugenio Cobo

## Producción
Después de producir Mi marido tiene familia, Juan Osorio anunció que produciría un spin-off de la pareja homosexual "Aristemo" (Aristóteles Córcega y Temo López respectivamente) como protagonistas. Las grabaciones comenzaron el 6 de abril de 2019, y tiene 26 episodios confirmados para su realización.
El 7 de mayo de 2019, durante el up-front de Univision para la programación que presentarán en la temporada 2019-20, se anunció que la serie llevaría por título El corazón nunca se equivoca.

## Audiencia
| Temporada | Horario (CT)                     | Episodios | Primera emisión     | Primera emisión      | Última emisión      | Última emisión       | Prom. de espectadores (millones) |
| Temporada | Horario (CT)                     | Episodios | Fecha               | Audiencia (millones) | Fecha               | Audiencia (millones) | Prom. de espectadores (millones) |
| --------- | -------------------------------- | --------- | ------------------- | -------------------- | ------------------- | -------------------- | -------------------------------- |
| 1         | lunes a viernes 20:30 - 21:30 h. | 26        | 23 de junio de 2019 | 1.6                  | 26 de julio de 2019 | 2.9                  | 2.45                             |

## Episodios
| N.º | Título                   | Fecha de emisión original | Audiencia (millones) |
| --- | ------------------------ | ------------------------- | -------------------- |
| 1 | «Cambio de planes»       | 23 de junio de 2019       | 1.6                  |
| Aris y Temo están felices de irse a vivir juntos a la CDMX, pero se llevarán una gran sorpresa al descubrir que tendrán roomies. - Nota: Este episodio se preestrenó el 21 de junio de 2019 a través de la página oficial y la cuenta en Youtube de Las Estrellas. |                          |                           |                      |
| 2 | «Nuestro secreto»        | 24 de junio de 2019       | 2.6                  |
| Carlota le confiesa a Aris la verdadera razón por la que anda con Ubaldo y éste promete ayudarla. |                          |                           |                      |
| 3 | «La misión»              | 25 de junio de 2019       | 2.6                  |
| Ubaldo le encarga a Mateo una misión que pondrá en peligro la estabilidad de Aristemo. |                          |                           |                      |
| 4 | «¿Qué festejamos?»       | 26 de junio de 2019       | 2.3                  |
| Diego organiza una reunión en el departamento, pero se sale de control y todo se complica cuando llega Mateo. |                          |                           |                      |
| 5 | «El día que todo cambió» | 27 de junio de 2019       | 2.6                  |
| Aris siente celos al ver una foto de Diego y Temo juntos y Carlota sufre una descarga eléctrica. |                          |                           |                      |
| 6 | «Pide un deseo»          | 28 de junio de 2019       | 2.6                  |
| El cumpleaños de Temo fue el pretexto perfecto para conocer lo que más desea la gente que lo rodea. |                          |                           |                      |
| 7 | «La revelación»          | 1 de julio de 2019        | 2.4                  |
| Temo le dedicará "Tres regalos" a Aris en muestra de su amor y la familia elegida deberá ahorrar para poder salir adelante. - Nota: En la página web oficial de Las Estrellas, este episodio es comercializado con el título: «La serenata»                        |                          |                           |                      |
| 8 | «Amigos y rivales»       | 2 de julio de 2019        | 2.2                  |
| Temo le explica a Aris cómo fue la relación que tuvo con Diego; Ubaldo y Olegario se enfrentan. |                          |                           |                      |
| 9 | «La amargada»            | 3 de julio de 2019        | 2.5                  |
| Carlota desprecia a Thiago sin saber que el club de fanes del influencer la atacarán. |                          |                           |                      |
| 10 | «Desaparecido»           | 4 de julio de 2019        | 2.4                  |
| Aris, Diego y Arquímedes van al mercado, pero en un descuido Arqui se pierde; Ubaldo inicia una campaña contra Olegario. |                          |                           |                      |
| 11 | «Suspiro en el tiempo»   | 5 de julio de 2019        | 1.9                  |
| Aris y Temo deciden dejar a un lado sus preocupaciones y estar juntos; el alma de Polita se desprende de su cuerpo. |                          |                           |                      |
| 12 | «Estoy contigo»          | 8 de julio de 2019        | 2.8                  |
| Aris está devastado por la muerte de Polita, pero Temo le demostrará que juntos el corazón nunca se equivoca. |                          |                           |                      |
| 13 | «Ser papás»              | 9 de julio de 2019        | 2.5                  |
| Tras la muerte de Polita, Aris y Temo se cuestionan la posibilidad de convertirse en padres de Arqui. |                          |                           |                      |
| 14 | «¡Al descubierto!»       | 10 de julio de 2019       | 2.6                  |
| Ahora que Ubaldo descubrió las verdaderas intenciones de Carlota, le hará pagar a ella y a toda su familia. |                          |                           |                      |
| 15 | «La decepción»           | 11 de julio de 2019       | 2.5                  |
| Elsa es despedida de la campaña y suspendida de la escuela por las acusaciones recibidas; Nora recibe un nuevo mensaje, ¿se entregará al amor?. |                          |                           |                      |
| 16 | «Sin retorno»            | 12 de julio de 2019       | 2.7                  |
| Olegario descubre que Carlota y Ubaldo son amantes; Ubaldo golpea a Soledad tras enterarse de su relación con el profesor Collins. |                          |                           |                      |
| 17 | «La luz del mundo»       | 15 de julio de 2019       | 2.4                  |
| Thiago le ofrece a Aris irse con él de gira para volverse famoso, Soledad le pide el divorcio a Ubaldo y Elsa y Carlota se reconcilian. |                          |                           |                      |
| 18 | «Otra realidad»          | 16 de julio de 2019       | 2.4                  |
| Mateo le dispara a Aris y a Carlota y sus almas se van a un mundo en el que se encontrarán con Andrés; Olegario le cuenta a Elsa el secreto de Carlota. |                          |                           |                      |
| 19 | «De vuelta a casa»       | 17 de julio de 2019       | 2.4                  |
| Aris despierta gracias al canto de Temo y Ubaldo teme que lo vinculen con el atentado; Pancho les anuncia que se irá a vivir con ellos. |                          |                           |                      |
| 20 | «La confesión»           | 18 de julio de 2019       | 2.3                  |
| Carlota le cuenta a Diego toda la verdad sobre su relación con Ubaldo, pero Diego la rechaza y acusa a Aristemo de traición. |                          |                           |                      |
| 21 | «Verdadero amor»         | 19 de julio de 2019       | 2.5                  |
| Nora y B. se encuentran en el parque y se besan, sin darse cuenta de que los Aristemo son testigo de su amor; Soledad se entera de la infidelidad de Ubaldo. |                          |                           |                      |
| 22 | «El golpe más doloroso»  | 22 de julio de 2019       | 2.5                  |
| Temo le pide a Diego que le pegue por haberlo traicionado; Ubaldo culpa a su hijo y a Carlota frente a las cámaras. |                          |                           |                      |
| 23 | «Abrir los ojos»         | 23 de julio de 2019       | 2.5                  |
| Temo confronta a Ubaldo, pero éste lo amenaza; Dora impide que Nora y B. se vean, pero Nora por fin le pone un alto a su hermana. |                          |                           |                      |
| 24 | «Amor incondicional»     | 24 de julio de 2019       | 2.3                  |
| Aris por fin se encuentra con Polita y le dice lo mucho que la extraña; Soledad y Collins se besan, pero ella confiesa quién es su verdadero amor. |                          |                           |                      |
| 25 | «Los ojos del corazón»   | 25 de julio de 2019       | 2.6                  |
| Dora se arma de valor y le confiesa a su hijo quién es en realidad; Aris, Temo, Pancho y el resto de la banda planean desenmascarar a Ubaldo. |                          |                           |                      |
| 26 | «Sueño de amor»          | 26 de julio de 2019       | 2.9                  |
| Todos los sueños de la familia elegida se cumplen y al final Aris y Temo reciben una increíble e impactante sorpresa. |                          |                           |                      |

## Premios y nominaciones

### TV Adicto Golden Awards
| Año  | Categoría                           | Nominados                       | Resultado |
| ---- | ----------------------------------- | ------------------------------- | --------- |
| 2019 | Mejor lanzamiento estelar masculino | Emilio Osorio                   | Ganador   |
| 2019 | Mejor pareja juvenil                | Emilio Osorio y Joaquín Bondoni | Ganadores |

### Premios TVyNovelas 2020
| Categoría                 | Nominados                                    | Resultados |
| ------------------------- | -------------------------------------------- | ---------- |
| Mejor villano             | Sergio Sendel                                | Nominado   |
| Los favoritos del público |                                              |            |
| Beso más delicioso        | "Aristemo" (Emilio Osorio y Joaquín Bondoni) | Ganadores  |
| Cachetadón del año        | Sergio Sendel a Laura Flores                 | Ganadores  |
| El villano más guapo      | Sergio Sendel                                | Ganador    |
| La más guapa              | Ale Müller                                   | Ganadora   |
| Pareja favorita           | Emilio Osorio y Joaquín Bondoni (Aristemo)   | Ganadores  |
| El maduro más guapo       | Sergio Sendel                                | Nominado   |
| El mejor final            | Juan Osorio                                  | Ganador    |
| Mejor reparto             | Juan Osorio                                  | Ganador    |

### GLAAD Media Awards 2020
| Categoría                                                                                  | Nominados                           | Resultados |
| ------------------------------------------------------------------------------------------ | ----------------------------------- | ---------- |
| Mejor serie con guion en español Outstanding Scripted Television Series (Spanish-Language) | Juntos el corazón nunca se equivoca | Ganador    |
| Mejor fandom favorito Fan Favorite Award                                                   | Aristemo                            | Ganador    |